# Ivan Juškov
Ivan Viktorovič Juškov (in russo Иван Викторович Юшков?; Irkutsk, 15 gennaio 1981) è un pesista russo, finalista olimpico alle olimpiadi di Pechino 2008.

## Biografia

### La squalifica doping
Il 25 novembre 2016, alcuni test antidoping svolti a distanza di anni dalla manifestazione, sui campioni prelevati all'atleta alle Pechino 2008, risultarono positivi al turinabol, all'oxandrolone e allo stanozololo, portando così alla squalifica dell'atleta dalla manifestazione che lo aveva visto concludere undicesimo con un lancio a 19,67 metri.

## Palmarès
| Anno | Manifestazione    | Sede              | Evento         | Risultato | Misura  | Note |
| ---- | ----------------- | ----------------- | -------------- | --------- | ------- | ---- |
| 2000 | Mondiali juniores | Santiago del Cile | Getto del peso | Argento   | 19,06 m |      |
| 2001 | Europei under 23  | Amsterdam         | Getto del peso | 5º        | 18,96 m |      |
| 2003 | Europei under 23  | Bydgoszcz         | Getto del peso | 5º        | 19,76 m |      |
| 2004 | Mondiali indoor   | Budapest          | Getto del peso | 16º       | 19,55 m |      |
| 2005 | Europei indoor    | Madrid            | Getto del peso | 7º        | 19,69 m |      |
| 2005 | Mondiali          | Helsinki          | Getto del peso | 23º       | 18,98 m |      |
| 2005 | Universiadi       | Smirne            | Getto del peso | 4º        | 19,38 m |      |
| 2008 | Olimpiadi         | Pechino           | Getto del peso | dq        | dq      |      |
| 2011 | Europei indoor    | Parigi            | Getto del peso | 6º        | 20,19 m |      |
| 2012 | Mondiali indoor   | Istanbul          | Getto del peso | 8º        | 20,10 m |      |

## Campionati nazionali
- 3 volte campione nazionale nel getto del peso (2005, 2008, 2010)

2005
- Argento ai campionati nazionali russi indoor, getto del peso - 19,70 m
- Oro ai campionati nazionali russi, getto del peso - 20,57 m

2006
- Argento ai campionati nazionali russi, getto del peso - 20,35 m

2007
- 4º ai campionati nazionali russi indoor, getto del peso - 18,86
- Bronzo ai campionati nazionali russi, getto del peso - 19,79 m

2008
- Argento ai campionati nazionali russi indoor, getto del peso - 19,81 m
- Oro ai campionati nazionali russi, getto del peso - 20,85 m

2009
- 8º ai campionati nazionali russi, getto del peso - 18,68 m

2010
- Oro ai campionati nazionali russi, getto del peso - 19,63 m

2011
- Argento ai campionati nazionali russi indoor, getto del peso - 20,46 m
- Bronzo ai campionati nazionali russi, getto del peso - 20,37 m

2012
- Argento ai campionati nazionali russi indoor, getto del peso - 20,61 m
- Argento ai campionati nazionali russi, getto del peso - 20,77 m

2013
- 6º ai campionati nazionali russi indoor, getto del peso - 19,31 m